# Шамординское сельское поселение
Шамординское сельское поселение — муниципальное образование в южной части Жуковского района Брянской области. Административный центр — деревня Шамордино.
Образовано в результате проведения муниципальной реформы в 2005 году, путём преобразования дореформенного Дятьковичского сельсовета.
С 7 августа 2020 года упразднено в результате преобразования Жуковского района в муниципальный округ.

## Население
| 2010  | 2011  | 2012  | 2013  | 2014  | 2015  | 2016  |
| ----- | ----- | ----- | ----- | ----- | ----- | ----- |
| 1296  | ↘1294 | ↘1269 | ↘1248 | ↘1215 | ↘1199 | ↗1203 |
| 2017  | 2018  | 2019  | 2020  |       |       |       |
| ↗1207 | ↗1218 | ↘1186 | ↘1153 |       |       |       |

## Населённые пункты
| № | Населённый пункт | Тип     | Население |
| - | ---------------- | ------- | --------- |
| 1 | Верещовский      | посёлок | ↘41       |
| 2 | Вщиж             | село    | →41       |
| 3 | Дятьковичи       | село    | ↗99       |
| 4 | Задубравье       | деревня | ↘360      |
| 5 | Песочня          | деревня | ↘48       |
| 6 | Токарёво         | село    | →0        |
| 7 | Томиловичи       | посёлок | ↘1        |
| 8 | Шамордино        | деревня | ↘658      |